# هنری تویوونن
هنری تویوونن (فنلاندی: Henri Toivonen; ۲۵ اوت ۱۹۵۶ – ۲ مهٔ ۱۹۸۶) راننده رالی اهل فنلاند بود.
وی در تیم‌های تالبوت، اوپل، پورشه و لانچیا سابقه عضویت داشته‌است.